# بوعز
بوعز (بالعبرية: בועז)، هو شخصية في الكتاب المقدس ذكرت في سفر راعوث من سبط يهوذا، ذُكر أنه أعجب براعوث الموآبية التي هاجرت من موآب إلى مدينة بيت لحم في أرض كنعان والتي كان يعيش بها بوعز بعد موت زوجها هناك، عملت راعوث بالبداية في مزرعته كي يقوم بوعز بطلبها للزواج وثم تزوج منها وأنجب منها عوبيد الذي أصبح أحد أجداد يسوع وداود حسب المعتقد المسيحي.